# Alexander Penrose Forbes
Pour les articles homonymes, voir Forbes (homonymie).
Alexandre Penrose Forbes (16 juin 1817 - 8 octobre 1875) est un théologien épiscopalien écossais, né à Édimbourg. Dirigeant important de l'Église épiscopale écossaise, il est évêque de Brechin de 1847 jusqu'à sa mort en 1875.

## Biographie

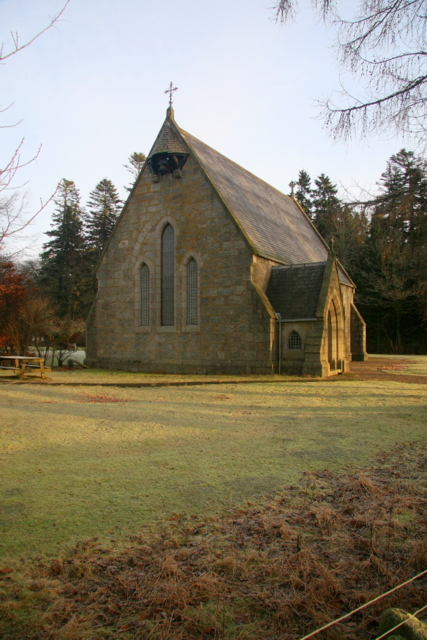
Église épiscopale Saint-Drostan, Tarfside

Il est le deuxième fils de John Hay Forbes, Lord Medwyn, juge de la cour de session, et petit-fils de William Forbes, 6e baronnet de Pitsligo. Il étudie d'abord à l'Académie d'Édimbourg, puis pendant deux ans sous la direction du révérend Thomas Dale, le poète, dans le Kent, passe un trimestre à l'Université de Glasgow en 1831 et, ayant choisi la carrière de la fonction publique indienne, termine ses études avec distinction à l'East India Company College. En 1836, il se rend à Madras et obtient une promotion rapide, mais en raison de problèmes de santé, il est obligé de retourner en Angleterre. En 1840, il entre au Brasenose College d'Oxford, où il obtient en 1841 la bourse Boden en sanskrit. Il obtient un baccalauréat en 1844.
Il est à Oxford pendant les premières années du mouvement connu sous le nom de tractarianisme et est fortement influencé par son association avec John Henry Newman, Edward Bouverie Pusey et John Keble. Cela le conduit à démissionner de son poste en Inde. En 1844, il est ordonné diacre et prêtre dans l'Église d'Angleterre et occupe des fonctions de vicaire à Aston Rowant et à St Thomas, à Oxford ; mais étant naturellement attiré par l'Église épiscopale de son pays natal, alors en convalescence après une longue crise, il s'installe en 1846 à Stonehaven, le chef-lieu du Kincardineshire. La même année, cependant, il est nommé au presbytère de l'église Saint-Sauveur, Richmond Hill, Leeds, une église fondée pour prêcher et illustrer les principes tractariens.
Le 28 octobre 1847, Forbes est consacré pour succéder à l'évêque Moir sur le diocèse de Brechin. Il transfère la résidence épiscopale à Dundee, où il réside jusqu'à sa mort, combinant la charge pastorale de la congrégation avec les devoirs du siège. Lorsqu'il arrive à Dundee, les ecclésiastiques, en raison de leur petit nombre, avaient l'habitude de célébrer leur culte dans une salle située au-dessus d'une banque. Grâce à son énergie, plusieurs églises sont construites, parmi lesquelles la pro-cathédrale Saint-Paul.
Il est poursuivi devant les tribunaux de l'Église pour hérésie, l'accusation étant fondée sur son sermon principal, prononcé et publié en 1857, dans lequel il expose ses vues sur l'Eucharistie. Keble écrit pour sa défense et est présent à son procès à Édimbourg. Forbes fait une défense vigoureuse, mais est censuré pour son enseignement erroné. Il est un bon érudit, un théologien scientifique et un travailleur dévoué, et il est très aimé. Il décède à Dundee le 8 octobre 1875.
Le frère cadet de Forbes, George Hay Forbes, est également membre du clergé épiscopalien, spécialiste de la patristique et éditeur. La correspondance de l'évêque Forbes est conservée par les services d'archives de l'Université de Dundee dans le cadre de la collection de manuscrits de la bibliothèque diocésaine de Brechin. Cette collection comprend la correspondance avec E.B. Pusey et William Gladstone.
L'église épiscopale Saint-Drostan à Tarfside, Glen Esk, est construite en 1879 à la mémoire de l'évêque Forbes,.

## Principaux travaux
- A Short Explanation of the Nicene Creed (1852)
- An Explanation of the Thirty-nine Articles(2 vol., 1867 et 1868)
- Commentary on the Seven Penitential Psalms (1847)
- Commentary on the Canticles  (1853)[1]